# Дім батька твого
«Дім батька твого» — радянський двосерійний телефільм 1986 року режисера Ростислава Синька, знятий на студії «Укртелефільм».

## Сюжет
Про велику родину, стосунки в якій регулюються батьком, людиною чесною, але іноді надто прямолінійною.

## У ролях
- Валерій Івченко — Ангел Платон Микитович
- Ірина Буніна — Уляна, дружина Платона
- Степан Олексенко — Петро, старший син Платона
- Анатолій Хостікоєв — Федір, середній син Платона
- Віталій Борисюк — Павлик, молодший син Платона
- Ірина Дорошенко — Тетяна, дочка Платона, стюардеса
- Борислав Брондуков — Крячко, сусід Платона
- Олена Амінова — Ліда, дружина Петра, жінка «собі на думці»
- Богдан Ступка — «Маляр», чоловік Клави
- Сергій Джигурда — Віля (Вільям Олександрович), художник
- Ілона Гаврилюк — Оля, кохана Павлика
- Зоя Сівач — Клавдія, фельдшер, дружина «Маляра»
- Володимир Ставицький — Сашко, кореспондент, залицяльник Тані
- Катерина Брондукова — службовець залізничного вокзалу
- Віктор Любарець — епізод
- В. Макаров — епізод
- Тетяна Мітрушина — гостя на дачі у Петра
- Ольга Овдій — дочка Клави та «Маляра»
- Станіслав Пазенко — епізод
- Сергій Сібель — епізод
- Валентин Черняк — старшина міліції
- Віктор Черняков — гість на дачі у Петра
- Федоринський Алім Володимирович Алім Федоринський — таксист

## Знімальна група
- Режисер — Ростислав Синько
- Сценарист — Олексій Коломієць
- Оператор — Олександр Бузилевич
- Композитор — Олександр Яворик
- Художник — Віталій Ясько